# Plano subcostal
El plano subcostal es un plano transversal que divide el cuerpo en el nivel del 10.º borde costal  y  cuerpo vértebral de L3.